# 내적 공간

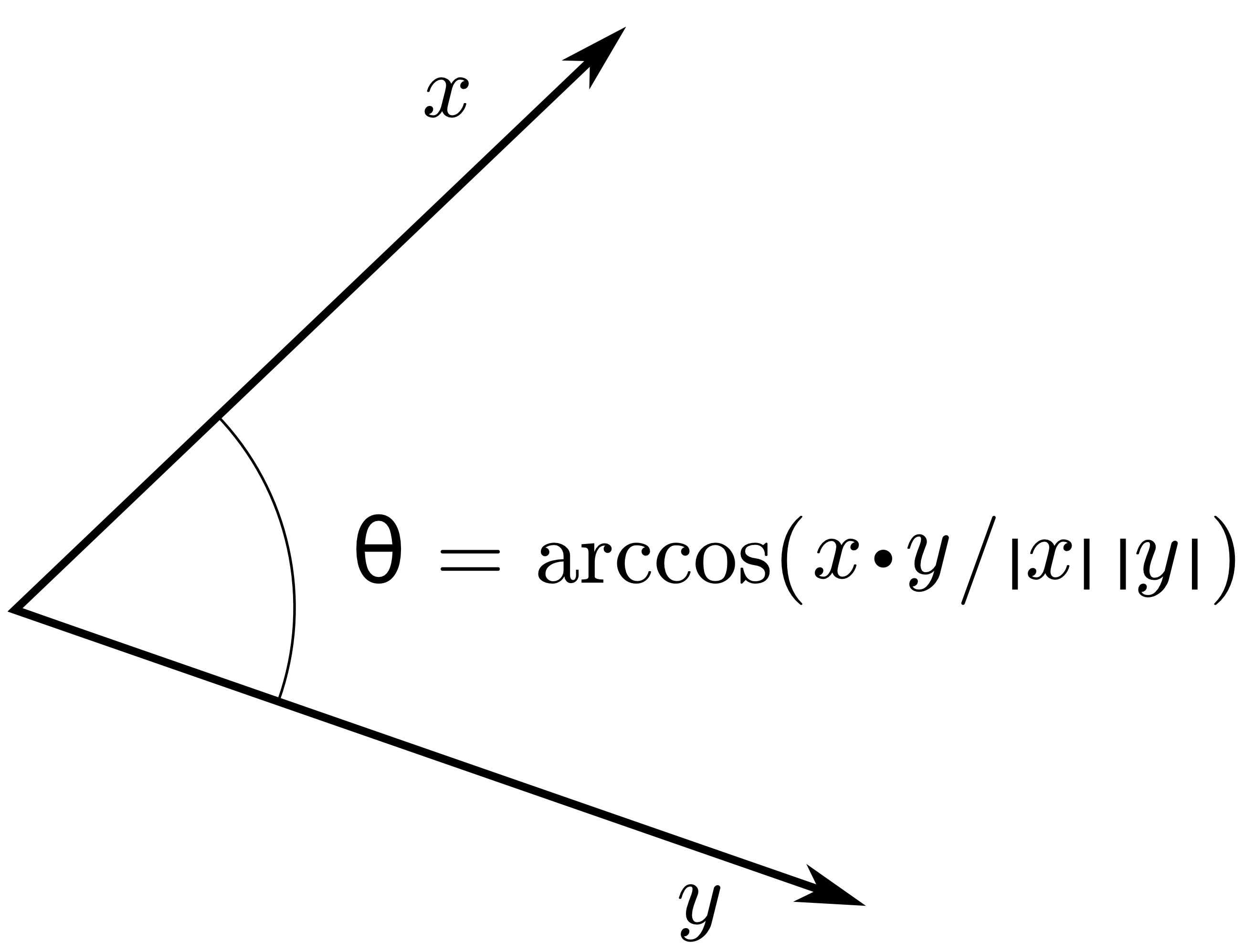
내적을 사용하여 정의한, 두 벡터 사이의 각도의 기하학적 해석

선형대수학과 함수해석학에서 내적 공간(內積空間, 영어: inner product space)은 두 벡터의 쌍에 스칼라를 대응시키는 일종의 함수가 주어진 벡터 공간이다. 내적 공간 위에서는 벡터의 길이나 각도 등의 개념을 다룰 수 있다. 스칼라곱을 갖춘 유클리드 공간의 일반화이다.

## 정의
{\displaystyle \mathbb {K} \in \{\mathbb {R} ,\mathbb {C} \}}가 실수체 또는 복소수체라고 하자.
{\displaystyle \mathbb {K} }-벡터 공간 {\displaystyle V} 위의 내적(內積, 영어: inner product)은 양의 정부호 에르미트 반쌍선형 형식이다. (실수의 경우 이는 양의 정부호 대칭 쌍선형 형식과 같다.) 즉, 다음 조건들을 만족시키는 함수
{\displaystyle \langle \cdot ,\cdot \rangle \colon V\times V\to \mathbb {K} }
{\displaystyle \langle \cdot ,\cdot \rangle \colon (u,v)\mapsto \langle u,v\rangle }
이다.
- (양의 정부호성) 임의의 {\displaystyle 0\neq v\in V}에 대하여, {\displaystyle \langle v,v\rangle >0}
- (에르미트성) 임의의 {\displaystyle u,v\in V}에 대하여, {\displaystyle \langle u,v\rangle ={\overline {\langle v,u\rangle }}}
- (왼쪽 선형성) 임의의 {\displaystyle a,b\in \mathbb {K} } 및 {\displaystyle u,v,w\in V}에 대하여, {\displaystyle \langle au+bv,w\rangle =a\langle u,w\rangle +b\langle v,w\rangle }

이들 성질로부터 내적의 다음과 같은 성질을 유도할 수 있다.
- (오른쪽 반쌍선형성) 임의의 {\displaystyle a,b\in \mathbb {K} } 및 {\displaystyle u,v,w\in V}에 대하여, {\displaystyle \langle w,au+bv\rangle ={\bar {a}}\langle w,u\rangle +{\bar {b}}\langle w,v\rangle }

내적이 주어진 {\displaystyle \mathbb {K} }-벡터 공간 {\displaystyle (V,\langle \cdot ,\cdot \rangle )}을 {\displaystyle \mathbb {K} }-내적 공간이라고 한다. 특히 {\displaystyle \mathbb {K} =\mathbb {C} }인 경우, 즉 복소수체 위의 내적 공간은 유니터리 공간(영어: unitary space)이라고 부르기도 한다.

## 성질

### 노름 구조
{\displaystyle \mathbb {K} }-내적 공간 {\displaystyle V} 위에 자연스러운 {\displaystyle \mathbb {K} }-노름 공간 구조를 다음과 같이 줄 수 있다.
{\displaystyle \Vert v\Vert ={\sqrt {\langle v,v\rangle }}}
증명:
노름의 양의 정부호성과 양의 동차성은 내적의 정의에 따라 자명하다. 노름의 삼각 부등식은 코시-슈바르츠 부등식의 따름정리이며, 그 증명은 다음과 같다. 임의의 벡터 {\displaystyle u,v\in V}에 대하여,
{\displaystyle {\begin{aligned}\Vert u+v\Vert ^{2}&=\Vert u\Vert ^{2}+2\operatorname {Re} \langle u,v\rangle +\Vert v\Vert ^{2}\\&\leq \Vert u\Vert ^{2}+2\Vert u\Vert \Vert v\Vert +\Vert v\Vert ^{2}\\&=(\Vert u\Vert +\Vert v\Vert )^{2}\end{aligned}}}
이므로,
{\displaystyle \Vert u+v\Vert \leq \Vert u\Vert +\Vert v\Vert }
반대로, {\displaystyle \mathbb {K} }-노름 공간이 {\displaystyle \mathbb {K} }-내적 공간으로부터 유도될 필요충분조건은 평행 사변형 법칙
{\displaystyle 2\Vert u\Vert ^{2}+2\Vert v\Vert ^{2}=\Vert u+v\Vert ^{2}+\Vert u-v\Vert ^{2}\qquad \forall u,v\in V}
이다. 이 경우, 가능한 유일한 내적은 다음과 같으며, 이를 극화 항등식(極化恒等式, 영어: polarization identity)이라고 한다.
{\displaystyle \langle u,v\rangle ={\begin{cases}{\frac {1}{4}}\Vert u+v\Vert ^{2}-{\frac {1}{4}}\Vert u-v\Vert ^{2}&\mathbb {K} =\mathbb {R} \\{\frac {1}{4}}\Vert u+v\Vert ^{2}-{\frac {1}{4}}\Vert u-v\Vert ^{2}+{\frac {i}{4}}\Vert u+iv\Vert ^{2}-{\frac {i}{4}}\Vert u-iv\Vert ^{2}&\mathbb {K} =\mathbb {C} \end{cases}}}
증명:
실수 내적 공간의 경우만을 증명하자. 극화 항등식이 정의한 내적이 다음 네 가지를 보이는 것으로 족하다.
{\displaystyle \langle v,v\rangle >0\qquad \forall 0\neq v\in V}
{\displaystyle \langle u,v\rangle =\langle v,u\rangle \qquad \forall u,v\in V}
{\displaystyle \langle u+v,w\rangle =\langle u,w\rangle +\langle v,w\rangle \qquad \forall u,v,w\in V}
{\displaystyle \langle au,v\rangle =a\langle u,v\rangle \qquad \forall a\in \mathbb {R} ,\;u,v\in V}
첫째와 둘째 조건은 자명하다. 셋째 조건은 다음과 같이 증명된다.
{\displaystyle {\begin{aligned}\langle u+v,w\rangle &={\frac {1}{4}}(\Vert u+v+w\Vert ^{2}-\Vert u+v-w\Vert ^{2})\\&={\frac {1}{4}}\left(\Vert u+w\Vert ^{2}+\Vert v+w\Vert ^{2}+\Vert u\Vert ^{2}+\Vert v\Vert ^{2}-{\frac {1}{2}}\Vert u-v+w\Vert ^{2}-{\frac {1}{2}}\Vert v-u+w\Vert ^{2}\right)\\&\qquad -{\frac {1}{4}}\left(\Vert u-w\Vert ^{2}+\Vert v-w\Vert ^{2}+\Vert u\Vert ^{2}+\Vert v\Vert ^{2}-{\frac {1}{2}}\Vert u-v-w\Vert ^{2}-{\frac {1}{2}}\Vert v-u-w\Vert ^{2}\right)\\&={\frac {1}{4}}(\Vert u+w\Vert ^{2}-\Vert u-v\Vert ^{2})-{\frac {1}{4}}(\Vert v+w\Vert ^{2}-\Vert v-w\Vert ^{2})\\&=\langle u,w\rangle +\langle v,w\rangle \end{aligned}}}
넷째 조건의 {\displaystyle a\in \mathbb {N} }의 경우는 다음과 같이 증명된다.
{\displaystyle \langle au,v\rangle =\langle \underbrace {u+\cdots +u} _{a},v\rangle =\underbrace {\langle u,v\rangle +\cdots +\langle u,v\rangle } _{a}=a\langle u,v\rangle }
또한, {\displaystyle a\in \mathbb {Z} }일 경우의 증명은 다음과 같다.
{\displaystyle 0=\langle 0,v\rangle =\langle au-au,v\rangle =\langle au,v\rangle +\langle -au,v\rangle =\langle au,v\rangle -a\langle u,v\rangle }
만약 {\displaystyle a\in \mathbb {Q} }일 경우, {\displaystyle a=p/q} ({\displaystyle p,q\in \mathbb {Z} ,\;q\neq 0})이라고 하자. 그렇다면, 다음과 같이 증명된다.
{\displaystyle q\langle au,v\rangle =\langle qau,v\rangle =\langle pu,v\rangle =p\langle u,v\rangle }
마지막으로, {\displaystyle a\in \mathbb {R} }일 경우는 {\displaystyle u,v\in V}를 고정하였을 때 {\displaystyle a\mapsto \langle au,v\rangle -a\langle u,v\rangle }가 연속 함수임에 따라 성립한다.

### 코시-슈바르츠 부등식
내적 공간 {\displaystyle V}의 벡터 {\displaystyle v\in V}에 대하여, 다음과 같은 부등식이 성립하며, 이를 코시-슈바르츠 부등식이라고 한다.
{\displaystyle |\langle u,v\rangle |\leq \Vert u\Vert \Vert v\Vert }
{\displaystyle |\langle u,v\rangle |=\Vert u\Vert \Vert v\Vert \iff \operatorname {rank} \{u,v\}<2}
이에 따라, 두 벡터 {\displaystyle u,v\in V} 사이의 각도를 다음과 같이 정의할 수 있다.
{\displaystyle \arccos {\frac {\operatorname {Re} \langle u,v\rangle }{\Vert u\Vert \Vert v\Vert }}}
또한, 내적이 유도하는 노름의 삼각 부등식은 코시-슈바르츠 부등식을 통해 증명된다.

### 정규 직교 기저
내적 공간 {\displaystyle V}의 정규 직교 기저(正規直交基底, 영어: orthonormal basis)는 서로 다른 두 벡터의 내적이 항상 0인 단위 벡터들이 이루는 기저이다. 즉, 이는 다음 조건들을 만족시키는 기저 {\displaystyle B\subseteq V}이다.
- (직교성) 만약 {\displaystyle e,e'\in B}이며 {\displaystyle e\neq e'}라면, {\displaystyle \langle e,e'\rangle =0}
- (정규성) 임의의 {\displaystyle e\in B}에 대하여, {\displaystyle \Vert e\Vert =1}

유한 차원 내적 공간의 정규 직교 기저는 항상 존재한다. 이는 그람-슈미트 과정을 통해 구성할 수 있다.
내적 공간 {\displaystyle V}의 벡터 {\displaystyle v\in V}의 정규 직교 기저 {\displaystyle B}에 대한 좌표는 다음과 같다.
{\displaystyle v=\sum _{e\in B}\langle v,e\rangle e}
또한, 이 좌표 아래 내적을 다음과 같이 나타낼 수 있다.
{\displaystyle \langle u,v\rangle =\sum _{e\in B}\langle u,e\rangle {\overline {\langle v,e\rangle }}}
내적 공간 {\displaystyle V} 속의 유한 정규 직교 집합 {\displaystyle S\subseteq V\setminus \{0\}} 및 벡터 {\displaystyle v\in V}에 대하여, 베셀 부등식과 유사한 꼴의 다음과 같은 부등식이 성립한다.
{\displaystyle \sum _{e\in S}|\langle v,e\rangle |^{2}\leq \Vert v\Vert ^{2}}
{\displaystyle \sum _{e\in S}|\langle v,e\rangle |^{2}=\Vert v\Vert ^{2}\iff v=\sum _{e\in S}\langle v,e\rangle e}

### 선형 범함수
유한 차원 내적 공간 {\displaystyle V}의 모든 선형 범함수는 어떤 유일한 고정된 벡터 {\displaystyle v\in V}와의 내적
{\displaystyle V\to \mathbb {K} }
{\displaystyle u\mapsto \langle u,v\rangle }
이다. 구체적으로, 정규 직교 기저 {\displaystyle B\subseteq V}가 주어졌을 때, 선형 범함수 {\displaystyle f\colon V\to F}를 나타내는 벡터는 다음과 같다.
{\displaystyle v=\sum _{e\in B}{\overline {f(e)}}e}
이에 따라, 유한 차원 내적 공간의 선형 변환 {\displaystyle T\colon V\to V}의 수반 선형 변환 {\displaystyle T^{*}\colon V\to V}은 다음과 같이 항상 존재한다.
{\displaystyle \langle Tu,v\rangle =\langle u,T^{*}v\rangle \qquad \forall u,v\in V}
그러나 무한 차원 내적 공간의 경우 일반적으로 성립하지 않는다. 예를 들어, 다항식환 {\displaystyle \mathbb {C} [x]}에 다음과 같은 내적을 정의할 수 있다.
{\displaystyle \langle p,q\rangle =\int _{a}^{b}p(x){\overline {q(x)}}dx=\sum _{k=0}^{\deg p}\sum _{k'=0}^{\deg q}{\frac {p_{k}{\overline {q_{k'}}}}{k+k'+1}}}
이 경우, 임의의 {\displaystyle c\in \mathbb {C} }가 주어졌을 때, 다음과 같은 선형 범함수는 고정된 벡터와의 내적으로 나타낼 수 없다.
{\displaystyle \mathbb {C} [x]\to \mathbb {C} }
{\displaystyle p\mapsto p(c)}
또한 미분 선형 변환
{\displaystyle D\colon \mathbb {C} [x]\to \mathbb {C} [x]}
{\displaystyle D\colon x^{n}\mapsto nx^{n-1}\qquad n=0,1,2,\dots }
의 수반 선형 변환은 존재하지 않는다.

## 예

### 유한 차원 벡터 공간 위의 내적
{\displaystyle n}차원 {\displaystyle \mathbb {K} }-벡터 공간 {\displaystyle \mathbb {K} ^{n}} 위의 표준적인 내적은 다음과 같다.
{\displaystyle \langle x,y\rangle =\sum _{k=1}^{n}x_{k}{\overline {y_{k}}}}
{\displaystyle \mathbb {K} =\mathbb {R} }일 때, {\displaystyle \mathbb {R} ^{n}}은 유클리드 공간이며, 이 내적은 스칼라곱이라고 부른다. 이 경우 실수의 켤레 복소수는 스스로와 일치한다 ({\displaystyle {\overline {y_{k}}}=y_{k}}). 이 내적이 유도하는 노름은 L2 노름이다. 그러나 {\displaystyle p\neq 2}의 경우, Lp 노름은 평행 사변형 법칙을 만족시키지 않으므로 내적으로부터 유도될 수 없다.
특히, {\displaystyle n=1}인 경우 {\displaystyle \mathbb {K} }는 1차원 벡터 공간이며, 위 내적은 단순히
{\displaystyle \langle x,y\rangle =x{\overline {y}}}
이다.
마찬가지로, 실수 또는 복소수 성분 행렬들의 집합 {\displaystyle \operatorname {Mat} (m,n;\mathbb {K} )}은 {\displaystyle mn}차원 벡터 공간을 이룬다. 이 위에 다음과 같은 내적을 정의할 수 있다.
{\displaystyle \langle X,Y\rangle =\operatorname {tr} (X^{\dagger }{\bar {Y}})=\sum _{i=1}^{m}\sum _{j=1}^{n}X_{ij}{\overline {Y_{ij}}}}
이를 프로베니우스 내적이라고 한다.
보다 일반적으로, 양의 정부호 행렬 {\displaystyle M\in \operatorname {Mat} (n,n;\mathbb {K} )}에 대하여, {\displaystyle \mathbb {K} ^{n}} 위에 다음과 같은 내적을 정의할 수 있다.
{\displaystyle \langle x,y\rangle =x^{\operatorname {T} }M{\bar {y}}=\sum _{i=1}^{n}\sum _{j=1}^{n}M_{ij}x_{i}{\overline {y_{j}}}}

### 함수 공간
연속 함수의 공간 {\displaystyle {\mathcal {C}}([a,b];\mathbb {K} )}에는 다음과 같은 내적을 정의할 수 있다.
{\displaystyle \langle f,g\rangle =\int _{a}^{b}f(x){\overline {g(x)}}dx}
여기서 우변의 적분은 리만 적분이다. 또한, 다음과 같은 내적을 정의할 수도 있다.
{\displaystyle \langle f,g\rangle =\int _{a}^{b}x^{2}f(x){\overline {g(x)}}dx}
가측 함수 {\displaystyle (\Omega ,\Sigma ,\mu )\to \mathbb {K} }들의 (거의 어디서나 같음에 대한) 동치류들로 구성된 {\displaystyle \mathbb {K} }-벡터 공간 {\displaystyle \operatorname {L} ^{2}(\Omega ;\mathbb {K} )} 위에 다음과 같은 내적을 정의할 수 있다.
{\displaystyle \langle f,g\rangle =\int _{a}^{b}f{\overline {g}}d\mu }
여기서 우변은 르베그 적분이다. 이를 L2 공간이라고 한다. 특히, {\displaystyle (\Omega ,\Sigma ,\mu )}가 확률 공간일 때, {\displaystyle \operatorname {L} ^{2}(\Omega ;\mathbb {K} )}은 확률 변수들의 동치류들로 이루어지며, 적분은 기댓값이다. 따라서, 두 확률 변수 {\displaystyle X,Y\colon \Omega \to \mathbb {K} }의 내적은 다음과 같다.
{\displaystyle \langle X,Y\rangle =\operatorname {E} (X{\overline {Y}})}
가측 함수나 확률 변수의 동치류를 취하는 것은 내적을 양의 정부호적이게 만들기 위함이다. 예를 들어, {\displaystyle \langle X,X\rangle =0}일 필요충분조건은 거의 확실하게 {\displaystyle X=0}인 것이다 ({\displaystyle \mu (X=0)=1}). 따라서, 스스로와의 내적이 0인 경우가 0밖에 없으려면 거의 어디서나 같은 함수들을 하나의 동치류로 뭉뚱그려야 한다.

## 같이 보기
- 벡터곱
- 외대수
- 쌍선형 형식
- 쌍대공간

## 참고 문헌
- Hoffman, Kenneth; Kunze, Ray (1971). 《Linear algebra》 (영어) 2판. Englewood Cliffs, N. J.: Prentice-Hall. ISBN 0-13-536797-2. MR 0276251. Zbl 0212.36601. Internet Archive LinearAlge(…).